# Joux-la-Ville
Joux-la-Ville é uma comuna francesa na região administrativa de Borgonha-Franco-Condado, no departamento de Yonne. Estende-se por uma área de 43 km². Em 2010 a comuna tinha 1 170 habitantes (densidade: 27,2 hab./km²).